# М
М, м (cursiva М, м) es una letra del alfabeto cirilíco, la decimocuarta en el alfabeto ruso. Se llama эм, lo que se lee como [ɛm].
Se translitera como la M del alfabeto español.
Está basada en la Μ griega.

## Tabla de códigos
| Codificación de caracteres | Tipo      | Decimal | Hexadecimal | Octal  | Binario             |
| -------------------------- | --------- | ------- | ----------- | ------ | ------------------- |
| Unicode                    | Mayúscula | 1052    | 041C        | 002034 | 0000 0100 0001 1100 |
| Unicode                    | Minúscula | 1084    | 043C        | 002074 | 0000 0100 0011 1100 |
| ISO 8859-5                 | Mayúscula | 188     | BC          | 274    | 1011 1100           |
| ISO 8859-5                 | Minúscula | 220     | DC          | 334    | 1101 1100           |
| KOI 8                      | Mayúscula | 237     | ED          | 355    | 1110 1101           |
| KOI 8                      | Minúscula | 205     | CD          | 315    | 1100 1101           |
| Windows-1251               | Mayúscula | 204     | CC          | 314    | 1100 1100           |
| Windows-1251               | Minúscula | 236     | EC          | 354    | 1110 1100           |
Sus códigos HTML son: &#1052; o &#x41C; para la minúscula y &#1084; o &#x43C; para la minúscula.